# Ditiet
| Ditiet |                             |
| A ditiet – az összes hidrogént is feltüntető – szerkezeti képlete                                               |                             |
| \| \| \| |                             |
| Kémiai azonosítók                                                                                               |                             |
| PubChem | 138918                      |
| ChemSpider | 122516                      |
| SMILES | c1css1                      |
| InChIKey | CTGHONDBXRRMRC-UHFFFAOYSA-N |
| Kémiai és fizikai tulajdonságok                                                                                 |                             |
| Kémiai képlet                                                                                                   | C2H2S2                      |
| Moláris tömeg                                                                                                   | 90,17 g/mol                 |
| Ha másként nem jelöljük, az adatok az anyag standardállapotára (100 kPa) és 25 °C-os hőmérsékletre vonatkoznak. |                             |
| |                             |

A ditiet telítetlen heterociklusos vegyület, négytagú gyűrűjében két szomszédos kénatom és két sp2 hibridállapotú szénatom található. Származékait összefoglalóan ditieteknek vagy 1,2-ditieteknek nevezzük, néhány ilyen vegyület ismert. Az 1,2-ditietben 6 π elektron található, így a tiofénekhez hasonlóan aromás vegyület. A nem szubsztituált 1,2-ditietet termolitikus reakciókban állították elő, jellemzését kis hőmérsékletű mátrixban végezték mikrohullámú, infravörös és ultraibolya fotoelektron-spektroszkópia segítségével. Nyílt láncú analógja az 1,2-ditietnél kevésbé stabil ditioglioxál – HC(S)C(S)H – (transz-ditioglioxál formájában) 1,3-ditiol-2-on kis hőmérsékleten, szilárd argon- vagy nitrogénmátrixban végzett fotolízisével állítható elő.

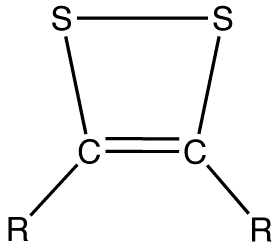
Az 1,2-ditietek általános szerkezete, R szerves csoportot jelöl

## Fordítás
Ez a szócikk részben vagy egészben  a   Dithiete című angol Wikipédia-szócikk ezen változatának fordításán alapul.  Az eredeti cikk szerkesztőit annak laptörténete sorolja fel. Ez a jelzés csupán a megfogalmazás eredetét és a szerzői jogokat jelzi, nem szolgál a cikkben szereplő információk forrásmegjelöléseként.